# Trisetum juergensii
Trisetum juergensii är en gräsart som beskrevs av Eduard Hackel. Trisetum juergensii ingår i släktet glanshavren, och familjen gräs. Inga underarter finns listade i Catalogue of Life.